# Monte Antico
Monte Antico est une frazione de la commune de Civitella Paganico, province de Grosseto, en Toscane, Italie. Au moment du recensement de 2011 sa population était de 22 habitants.
Le village se compose de deux hameaux : Monte Antico Alto (« Haut Mont  Antico »), avec le château médiéval, et Monte Antico Scalo (« Arrêt Monte Antico »), avec la gare et le centre résidentiel moderne.

## Monuments
- Ancienne église San Tommaso : église médiévale désaffectée, utilisée à des fins résidentielles.
- Nouvelle église San Tommaso : construite en 1961 à Monte Antico Scalo pendant la réforme agraire de la Maremme.
- Château de Monte Antico.
- Gare de Monte Antico : point d'arrêt des trains réguliers reliant Sienne à Grosseto, et point de départ des trains touristiques du Val d'Orcia (ancienne ligne vers Asciano).